# Бинг, Джон (фельдмаршал)
Джон Бинг, 1-й граф Страффорд (с 18 сентября 1847) (англ. John Byng, 1st Earl of Strafford; 1772, Лестер — 3 июня 1860, Корк, Манстер) — британский военачальник, фельдмаршал (2 октября 1855).

## Биография
Из аристократической семьи. Сын члена палаты общин Джорджа Бинга (1735—1789), внук губернатора Барбадоса Роберта Бинга (1703—1740), правнук адмирала Джорджа Бинга (1668—1733). Мать Джона, Анна Конолли, также происходила из дворянской семьи и была внучкой 1-го графа Страффорда предыдущей креации.
Джон Бинг получил образование в престижной Вестминстерской школе. Окончив её, он выбрал военную службу и поступил прапорщиком в 33-й пехотный полк (позднее «Полк герцога Веллингтона») 30 сентября 1793 года. Он получил звание лейтенанта в том же полку в 1793 и капитана в 1794 году. В том же 1794 году он был отправлен в Нидерланды, где был ранен во время боя с французами при Гелдермалсене в январе 1795 года в ходе Фландрской кампании.
В 1796 году Бинг стал адъютантом генерала Говарда Вайса в Южном округе Ирландии. Он был ранен во время подавления ирландского восстания 1798 года. Следующие несколько лет прошли относительно мирно, и к 1804 году Бинг в чине подполковника служил в 3-м гвардейском пехотном полку. В составе полка он участвовал в экспедиции в Ганновер в 1805 году и в битве при Копенгагене в августе 1807 года. В 1809 году, во главе гренадерского батальона своего полка, Бинг принял участие в неудачной для британцев Вальхеренской экспедиции.
Получив звание полковника 25 июля 1810 года, Бинг отправился в Испанию, где в сентябре 181 года принял под своё командование бригаду в армии герцога Веллингтона (его непосредственным командиром был Роланд Хилл). Получив звание генерал-майора 4 июня 1813 года, Бинг командовал своей бригадой в битве при Витории в июне 1813 года, где отличился, а затем в битве при Ронсевале 25 июля 1813 года, когда его бригада приняла на себя основной удар французской атаки, однако, сумела удержать свои позиции. Упорное сопротивление Бинга при Ронсесвальесе позволило Веллингтону своевременно стянуть войска, и в течение следующих нескольких дней разгромить французов в битве при Пиренеях.

Герб Джона Бинга, украшенный знаменем 31-го пехотного полка.

После вторжения британской армии в южную Францию, Бинг участвовал в битве при Нивеле (в ноябре 1813 года) и в битве при Ниве (в декабре 1813 года). При Ниве он особенно отличился: под вражеским огнем повел свои войска в атаку на противника, занимавшего холм, занял его, а затем выставил там знамя 31-го пехотного полка, после чего холм был совершенно очищен от французов. Наградой Бингу стало редкое отличие: принц-регент разрешил ему добавить знамя 31-го пехотного полка к собственному гербу.
После этого Бинг принял участие в сражении при Ортезе (в феврале 1814 года) и в сражении при Тулузе (в апреле 1814 года).
Во время Ста дней Бинг командовал 2-й гвардейской пехотной бригадой, с которой участвовал в сражении при Катр-Бра и в битве при Ватерлоо. Во время битвы при Ватерлоо его войска сражались с французами за ферму Угумон, долгое время находились в гуще боя. После битвы Джон Бинг был назначен командующим I корпусом и участвовал в наступлении на Париж. За все эти заслуги, после второго отречения Наполеона Джон Бинг стал кавалером ордена Бани и австрийского военного ордена Марии Терезии (оба награждения — в конце 1815 года).
Вернувшись в Англию, Бинг в том же году возглавил Восточный военный округ, а в 1816 году — северный. Он отсутствовал в день «битвы при Питерлоо», поскольку владел двумя скаковыми лошадьми и отправился смотреть скачки с их участием, передав командование войсками своему заместителю.
В 1825 году Бинг был повышен до генерал-лейтенанта. В 1828 году он стал кавалером Большого Креста Ордена Бани. Некоторое время Бинг был главнокомандующим в Ирландии и членом Ирландского тайного совета. В 1831 году он впервые был избран в британскую палату общин от партии вигов. За поддержку избирательной реформы 1832 года премьер-министр лорд Мельбурн добился вручения ему титула барона Страффорда. В 1841 году Бинг был повышен до полного генерала, а в 1847 году — «повышен» до графа Страффорда (и дополнительно получил второй титул — виконт Энфилд). Также в 1847 году, после смерти своего старшего брата, члена парламента от партии вигов Джорджа Бинга (1764—1847), он унаследовал поместье Ротэм-парк.
Джон Бинг был почётным полковником Колдстримской гвардии, 4-го и 2-го Вест-Индских полков и 29-го пехотного полка, а кроме того, носил почётную должность губернатора Лондондерри. Он был произведен в фельдмаршалы 2 октября 1855 года.
Джон Бинг, 1-й граф Страффорд, 1-й виконт Энфилд умер в своем доме на Гросвенор-сквер в Лондоне 3 июня 1860 года.

## Семья
Бинг был дважды женат. Первый раз он женился в 1804 году на Мэри Маккензи, от которой у него родился сын, Джордж Стивенс Бинг, 2-й граф Страффорд (1806—1886). У этого сына позднее родилось 13 детей, младший среди которых, Джулиан Бинг (1862—1935), тоже стал фельдмаршалом и британским героем Первой мировой войны.
Овдовев, Джон Бинг женился на Марианне Джеймс, дочери сэра Уолтера Джеймса, от которой у него родились еще один сын и три дочери.